# Vescovo titolare
Vescovi o arcivescovi titolari sono quei vescovi della Chiesa cattolica ai quali non è stata affidata la cura di una diocesi esistente.

## Normativa canonica e tipologia
Nelle Chiese particolari di rito latino sono vescovi titolari tutti i vescovi che non hanno la cura pastorale di una diocesi o di una circoscrizione ecclesiastica assimilata o equiparata a una diocesi, ossia la prelatura territoriale, l'abbazia territoriale, il vicariato apostolico, la prefettura apostolica e l'amministrazione apostolica eretta stabilmente.
Invece, nelle comunità cattoliche di rito orientale, solo i vescovi a cui è affidata la cura pastorale di una eparchia sono stricto sensu vescovi diocesani; tutti gli altri, indipendentemente dal ministero che esercitano o hanno esercitato, sono vescovi titolari.
In base a questa normativa canonica, sono vescovi titolari:
- i prelati che esercitano il loro ufficio a servizio del Papa nella Curia romana[6], come i prefetti e i presidenti dei dicasteri pontifici e tutti gli officiali insigniti della dignità vescovile; eccetto i cardinali, che hanno il titolo loro proprio, o eventuali vescovi emeriti che lavorano in Curia, agli altri è assegnato il titolo di una diocesi estinta o soppressa;
- i legati pontifici che esercitano le funzioni di rappresentazione della Sede apostolica presso le Chiese particolari, gli Stati e gli organismi internazionali[7], come i nunzi apostolici e i delegati apostolici; a questi prelati è assegnato il titolo di una diocesi estinta o soppressa;
- quelli che sono nominati all'episcopato in vista di una funzione esercitata o da esercitare nel territorio di varie diocesi per incarico della Santa Sede o delle Conferenze episcopali,[8] per esempio, come direttori delle opere missionarie pontificie, assistenti ecclesiastici dell'Azione Cattolica, rettori di università cattoliche o altri casi particolari; anche a questi prelati è assegnato il titolo di una diocesi estinta o soppressa;
- i vescovi emeriti, ossia tutti i vescovi diocesani che, per motivi di salute o per raggiunti limiti d'età o per altri motivi, hanno presentato la rinuncia al loro ufficio, accettata dal Sommo Pontefice;[9] fino al 1970 a questi vescovi era assegnato il titolo di una diocesi estinta o soppressa; per decisione di papa Paolo VI, mantengono il titolo della diocesi a cui hanno rinunciato;[10]
- i vescovi coadiutori e i vescovi ausiliari, ossia quei prelati che collaborano con il vescovo diocesano e sono canonicamente a lui subordinati;[11] ai vescovi ausiliari è assegnato il titolo di una diocesi estinta o soppressa, mentre i vescovi coadiutori, per decisione di papa Paolo VI del 1976, hanno il titolo della diocesi cui sono destinati;[12]
- nelle Chiese cattoliche orientali, sono vescovi titolari tutti i vescovi non diocesani, come per esempio, i vescovi delle curie patriarcali e delle curie delle chiese arcivescovili maggiori, i visitatori apostolici, gli esarchi.

I vescovi titolari, in quanto legittimamente consacrati e membri del collegio dei vescovi, godono di tutti i privilegi e gli onori dei vescovi diocesani e hanno il diritto e il dovere di partecipare a un concilio ecumenico con voto deliberativo. I vescovi coadiutori, i vescovi ausiliari e i vescovi con funzioni interdiocesane, come pure i vescovi emeriti e gli altri vescovi titolari che si trovano nel territorio, possono e devono partecipare ai concili particolari e ai concili provinciali con voto deliberativo. Inoltre, i vescovi coadiutori, i vescovi ausiliari e i vescovi con funzioni interdiocesane appartengono di diritto alla Conferenza Episcopale del territorio dove svolgono il loro incarico.

## Storia
L'origine dei vescovi titolari risale al IV secolo, quando nel Concilio di Nicea (325) si concesse ai vescovi novaziani convertitisi all'ortodossia di mantenere i privilegi e gli onori derivanti dall'ordine episcopale pur perdendo ogni giurisdizione sulla chiesa titolare.
A partire dal VII secolo, con l'occupazione araba del Medio Oriente e dell'Africa settentrionale, numerosi vescovi espulsi da quelle regioni trovarono ospitalità in Occidente e vennero accolti dai vescovi locali come ausiliari: dopo la loro morte altri vennero consacrati come loro successori, perfino quando era sparita ogni speranza realistica di potere recuperare, durante la vita dei nuovi vescovi, il possesso delle terre perdute.
Il canonista Prospero Fagnani Boni (1588 – 1678) afferma che la nomina di vescovi meramente titolari ha avuto origine solo al tempo del Concilio Lateranense V (1512 – 1517), come concessione a favore unicamente dei cardinali. Fra i decreti di tale concilio ecumenico si trova infatti la rinnovata proibizione (motivata dal desiderio di proteggere la dignità episcopale) di provvedere alle sedi episcopali prive dei necessari beni temporali e senza popolo cristiano, ma si prevedono eccezioni per causa giusta approvata in concistoro. Il papa Pio V poi estese il privilegio a quelle sedi dove era consuetudine avere vescovi ausiliari e l'usanza si estese poi più ampiamente.
Per designare tali vescovi si usava l'espressione in partibus infidelium (nelle regioni degli infedeli, cioè dei musulmani), spesso abbreviata come in partibus. Questa espressione è stata abrogata dalla Congregazione di Propaganda Fide con lettera del 3 marzo 1882. "Abolita del tutto questa formula, la Congregazione suggerì di sostituirla o con il nome della sede titolare, più la regione dove si trova la sede (per es. Archiepiscopus Corinthius in Achaia), o con il solo nome della sede (per es. Archiep. Corinthius), o infine con l'appellativo semplice di "titolare" (per es. Archiep. titularis e relativamente Ecclesia titularis)". Il motivo dell'abrogazione pare che sia stato la protesta dei governanti di stati cristiani che nel XIX secolo avevano ottenuto l'indipendenza dall'Impero turco e non volevano essere designati come regioni degli infedeli.
Nella lettera In suprema del 10 giugno 1882, il papa Leone XIII personalmente adopera la nuova terminologia "vescovi titolari". Da allora, tutte le sedi che prima venivano chiamate sedi in partibus infidelium sono ufficialmente denominate sedi titolari.
A partire dal 1969, la lista delle sedi titolari nell'Annuario Pontificio include diocesi quali Acquaviva ("pr. Lazio"), assegnata il 3 agosto 1968 a Vicente Faustino Zazpe, arcivescovo coadiutore dell'Arcidiocesi di Santa Fe de la Vera Cruz, esempio delle moltissime sedi episcopali attualmente prive di territorio proprio e mai poste sotto il dominio turco che, dopo il Concilio Vaticano II, sono state inserite nell'elenco ufficiale delle sedi titolari. Al 31 dicembre 1963 le sedi titolari erano in totale 1.734, un aumento di solo 22 in relazione alla situazione del 1933, tre decenni prima. Il successivo quinquennio ha registrato un aumento di 114 sedi per un totale di 1.848. Si è verificato un ulteriore aumento di 108 sedi nei due anni successivi, giungendo il 31 dicembre 1970 a 1.956 sedi titolari, a motivo dell'aggiunta di sedi quali quella irlandese di Cluain Iraird. Nel 1997 sono state ammesse sedi nordamericane quali Oregon City e il totale è di 2.042, 86 di più rispetto alla situazione del 1970. Il ritmo degli aumenti si è poi rallentato raggiungendo 2.085 alla fine del 2011, cifra rimasta invariata un anno dopo. Al 31 dicembre 2014 le sedi titolari della Chiesa cattolica erano 2.087. Fra le 45 sedi aggiunte fra il 1997 e il 2014 c'è quella tanzaniana di Rutabo.